# Skallelv
Skallelv este o localitate din comuna Vadsø, provincia Finnmark, Norvegia.